# Comic Zero Sum
Monthly Comic Zero Sum (月刊コミックZERO-SUM?, Gekkan Komikku Zero Samu) è una rivista giapponese di manga josei pubblicata da Ichijinsha.
La rivista contiene circa 600 pagine, che spaziano tra più generi di manga. La serie più recente, #000000 ~ultra black~, è debuttata nell'autunno del 2007. La rivista ha pubblicato anche serie celebri come Saiyuki Reload e Loveless. Alcuni manga contengono anche i furigana nelle battute assieme ai kanji per aumentare il bacino di possibili lettori.

## Manga pubblicati
- #000000 ~ultra black~
- +C: Sword and Cornett
- 07-Ghost
- Amatsuki
- Are You Alice?
- Chronos-Deep
- Di(e)ce
- Dolls
- Hatenkō yugi
- Gakuyaura
- Gemeinschaft
- Landreaall
- Loveless
- Magical x miracle
- My Next Life as a Villainess: All Routes Lead to Doom!
- Ogami yayokochou tenmatsuki
- Saiyuki Reload
- Strange+
- Weiß Side B (spostato su Zero Sum WARD dopo il numero di febbraio 2006)
- Xenosaga Episode I: Der Wille zur Macht
- Zion